# Minillas (Bayamón)
Minillas es un barrio ubicado en el municipio de Bayamón en el estado libre asociado de Puerto Rico. En el Censo de 2010 tenía una población de 39540 habitantes y una densidad poblacional de 2.623,56 personas por km².

## Geografía
Minillas se encuentra ubicado en las coordenadas 18°21′38″N 66°9′12″O / 18.36056, -66.15333. Según la Oficina del Censo de los Estados Unidos, Minillas tiene una superficie total de 15.07 km², de la cual 15.01 km² corresponden a tierra firme y (0.43%) 0.06 km² es agua.

## Demografía
Según el censo de 2010, había 39540 personas residiendo en Minillas. La densidad de población era de 2.623,56 hab./km². De los 39540 habitantes, Minillas estaba compuesto por el 78.23% blancos, el 10.65% eran afroamericanos, el 0.5% eran amerindios, el 0.22% eran asiáticos, el 0.02% eran isleños del Pacífico, el 7.42% eran de otras razas y el 2.95% pertenecían a dos o más razas o mestizos(as). Del total de la población el 99.09% eran hispanos o latinos de cualquier raza.